# Hedwig von Braunschweig-Wolfenbüttel

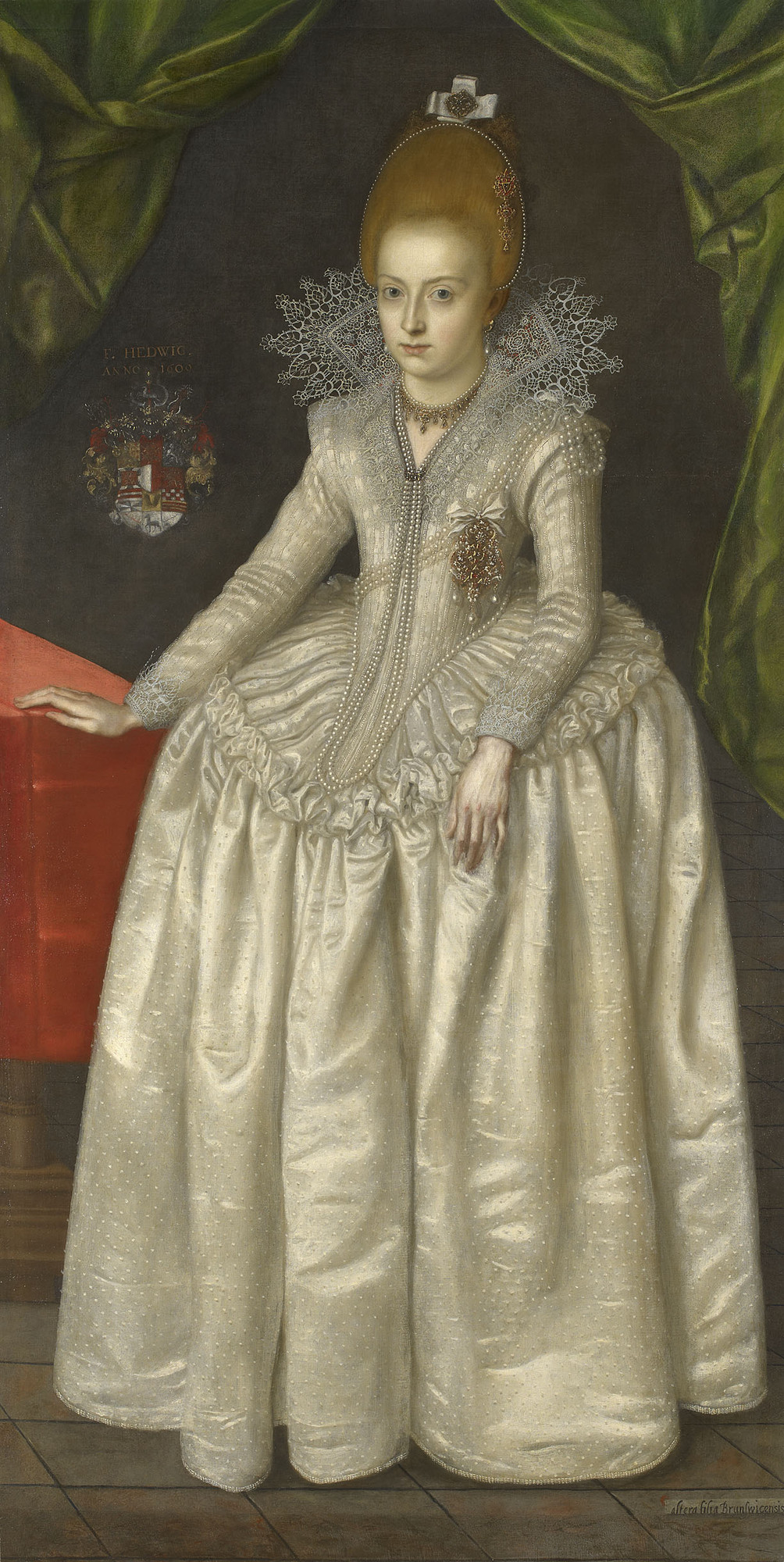
Hedwig von Braunschweig-Wolfenbüttel, Herzogin von Pommern

Hedwig von Braunschweig-Wolfenbüttel (* 19. Februar 1595 in Wolfenbüttel; † 26. Juni 1650 in Neustettin) war eine Prinzessin von Braunschweig-Wolfenbüttel und durch Heirat Herzogin von Pommern.

## Leben

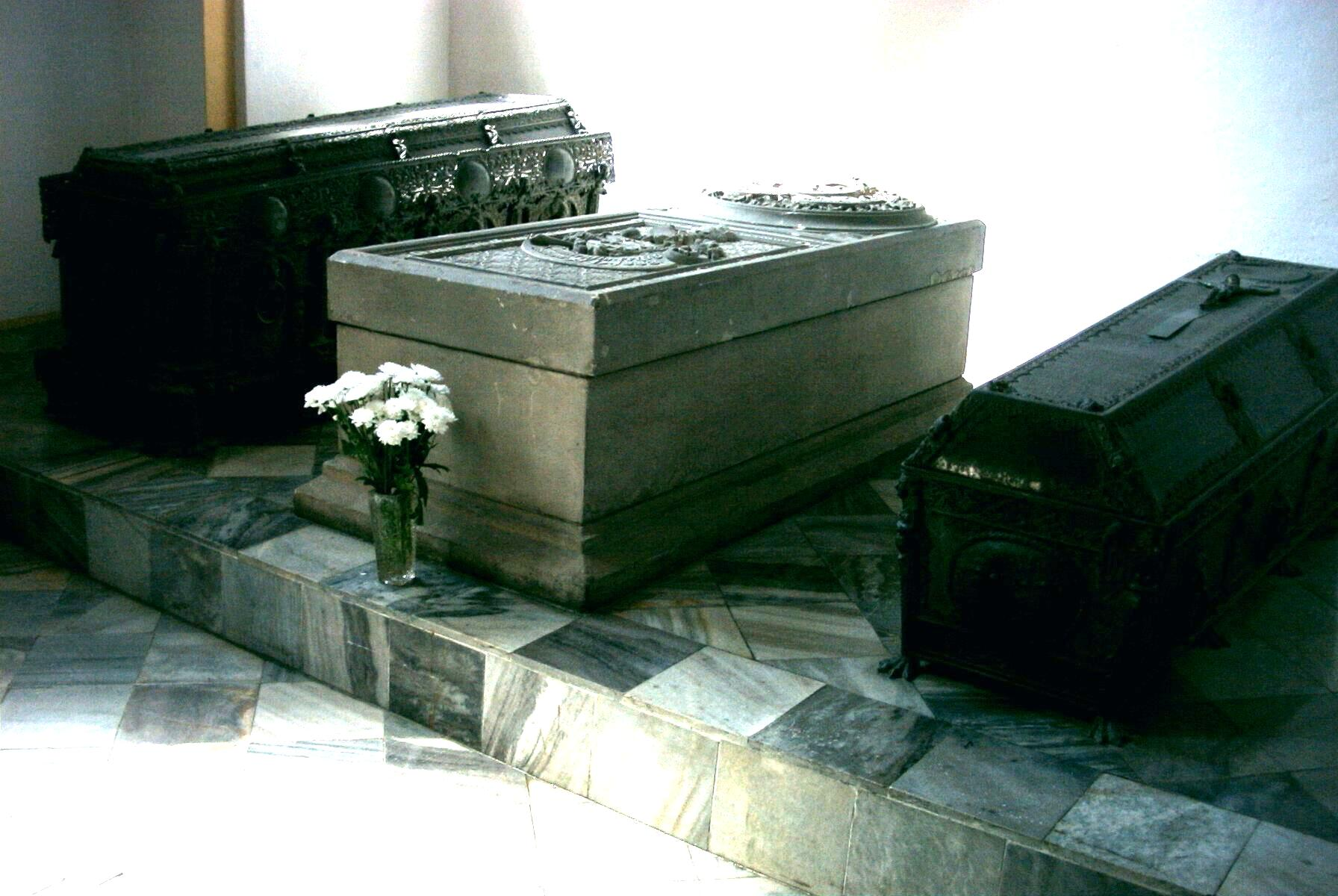
Sarg der Herzogin Hedwig, geb. Braunschweig

Hedwig war eine Tochter des Herzogs Heinrich Julius von Braunschweig-Wolfenbüttel (1564–1613) aus dessen zweiter Ehe mit Elisabeth (1573–1626), der ältesten Tochter des Königs Friedrich II. von Dänemark. Ein Bruder Hedwigs war Christian, „der tolle Halberstädter“.
Hedwig heiratete am 7. Februar 1619 in Wolfenbüttel Herzog Ulrich von Pommern (1589–1622), Bischof von Cammin. Die Vermählung wurde sehr aufwändig, unter Anwesenheit von 16 regierenden Fürsten begangen. Die nur drei Jahre andauernde Ehe blieb kinderlos. Im Gefolge der Prinzessin befand sich Christoph von Hoym, der Hofmarschall des letzten Pommernherzogs Bogislaw XIV. wurde. Ulrich von Pommern starb infolge seines exzessiven Alkoholkonsums im Alter von 33 Jahren.
Als tapfer, schön und geistvoll beschrieben, bezog Hedwig nach dem Tod ihres Mannes ihr Wittum in Neustettin, wo sie für 28 Jahre das Schloss bewohnte. Die aus Braunschweig und vom Hof ihres Gemahls gewohnte aufwändige Hofhaltung behielt sie bei. Noch 1649 gehörten 65 Personen zu ihrem Hofstaat. Sie legte die Trauerkleidung nicht mehr ab und widmete sich der Wohltätigkeit. Sie ordnete die Armenversorgung und spendete der örtlichen Kirche erhebliche Finanz- und Sachmittel.
Hedwig galt als talentierte Lautenspielerin und Kirchenlieddichterin. Sie verfasste vermutlich das Lied Auf, Zion auf, Tochter säume nicht. Sie erlebte den Tod fast aller ihrer Geschwister, das Erlöschen des Greifenhauses, dessen letzten Herzog sie mit Geldmitteln unterstützt hatte und das Wüten des Dreißigjährigen Krieges. Sowohl kaiserliche als auch schwedische Truppen verwüsteten und konfiszierten ihre Güter. Ihre Beschwerden bei ihrem Cousin König Christian IV. von Dänemark und bei Königin Christina von Schweden waren erfolglos. 1630 wich sie während einer Pestepidemie in Neustettin zeitweise nach Bublitz aus. 1631 setzte sie gegen den Widerstand Bogislaws XIV. die Berufung des Rektors der Kolberger Lateinschule, Gregor Lagus, als Präpositus nach Neustettin durch. Lagus wurde ihr führender Mitarbeiter bei der Einrichtung eines evangelischen Erziehungswerkes. Im Jahre 1640 stiftete sie die später nach ihr benannte Fürstin-Hedwig-Schule. Die Stiftung verband sie testamentarisch mit dem Fortbestand der Schule in Neustettin, was später angedachte Verlegungen an andere Orte verhinderte.
1642 wurde Hedwig bei einem durch die polnischen Adligen Bartholomäus Tarno (Turno) aus Strantz und Pipilowski aus Tzarnikau durchgeführten Überfall verletzt. Beteiligt war auch der Culmer Woiwode Melchior Weiher. Die versuchte, noch rechtzeitig aufgedeckte Geiselnahme stand wahrscheinlich in Zusammenhang mit den Verhandlungen, die die Herzogin wegen versiegender Einkünfte um ihr Erbe führte. In ihrem letzten Testament vom 8. Mai 1650 setzte sie den Kurfürsten Friedrich Wilhelm von Brandenburg zum Erben ein.
Hedwig starb mit 56 Jahren an den Blattern und wurde endgültig 1654 in der Fürstengruft der pommerschen Herzöge in Rügenwalde bestattet.